# Biglenbach
Der Biglenbach ist ein rund 20 km langer linker Nebenfluss der Emme im Schweizer Kanton Bern. Er entwässert einen Abschnitt des Hügellandes zwischen dem Aaretal und dem Emmental und gehört zum Einzugsbereich des Rheins.

## Geographie

### Verlauf
Das Quellgebiet des Baches befindet sich auf ungefähr 1080 m ü. M. auf dem Gemeindeboden von Oberthal am bewaldeten Nordabhang der Blasenflue. Er fliesst zunächst nach Westen durch das Hochtal von Arni, wo man ihn noch Arnibach nennt. Dieses besitzt mit dem Arnimoos einen rund 500 m breiten flachen Talboden, der von den Hügeln der westlichen Ausläufer der Blasenflue flankiert wird. Unterhalb von Arnisäge überwindet der Bach auf einer Strecke von 2 km eine Höhendifferenz von 100 Metern.
Bei der Ortschaft Biglen beschreibt der Biglenbach einen Bogen nach Norden. Er fliesst durch die breite Senke des Walkringenmooses, das er bei Walkringen nach Norden verlässt. Danach strömt er mit konstantem Gefälle von 2 % durch das Bigental, ein meist etwa 500 m breites Tal, das die Höhen von Mänziwilegg und Wägesse im Westen vom Hügelland der Blasenflue im Osten trennt. Durch das Bigental verlaufen die Hauptstrasse und die Eisenbahnlinie, welche von Burgdorf via Konolfingen nach Thun führen.
Unterhalb von Schafhausen im Emmental tritt der Biglenbach in die weite Talsenke des Emmentals ein. Er mündet bei Hasle bei Burgdorf auf 570 m ü. M. in die Emme.

### Einzugsgebiet
Das 51,1 km² grosse Einzugsgebiet des Biglenbachs wird über die Emme, die Aare und den Rhein zur Nordsee entwässert.
Es grenzt
- im Nordosten und Osten an das des Goldbach, der in die Emme mündet
- im Südosten an das des Emme-Zuflusses Nidermattgrabens
- im Süden an das des Aare-Zuflusses Chise
- im Südwesten an das der Worble, ebenfalls ein Zufluss der Aare
- und im Westen dann an das des Dorfbachs Oberburg, der in die Emme mündet.

Das Einzugsgebiet besteht zu 29,8 % aus bestockter Fläche, 62,9 % aus Landwirtschaftsfläche, zu 7,0 % aus Siedlungsfläche und zu 0,3 % aus Gewässerfläche.
Flächenverteilung
Die mittlere Höhe des Einzugsgebietes beträgt 796 m ü. M., die minimale Höhe liegt bei 565 m ü. M. und die maximale Höhe bei 1116 m ü. M.

### Zuflüsse
Dem Biglenbach fliessen verschiedene kurze Seitenbäche aus dem stark reliefierten Hügelland der Umgebung zu: Die bedeutendsten davon sind der Widimattgrabenbach (von links) und der Talgrabenbach (von rechts). Der Biglenbach ist durch ein pluviales Abflussregime geprägt.
- Arnibach (rechts), 0,8 km
- Chäsetelbächli (links), 0,7 km
- Chapfbächli  (links), 1,1 km
- Lugibächli  (rechts), 0,3 km
- Höllgrabe (links), 1,5 km
- Rotbächli (links), 0,3 km
- Haslibach (links), 0,7 km
- Fröschbach (links), 3,8 km
- Änetbächli (rechts), 1,0 km
- Änggisteibach (links), 4,3 km
- Erligrabe (links), 1,4 km
- Büelgräbli (links), 0,6 km
- Sonderwasser (rechts), 1,0 km
- Zilgrabe (links), 0,4 km
- Matteigrabe (rechts), 0,6 km
- Chlyzilgräbli  (links), 0,5 km
- Änetbiglegrabe (links), 0,3 km
- Änetbiglegrabe (links), 0,4 km
- Änetbiglegrabe  (links), 0,4 km
- Seggergräbe (rechts), 0,8 km
- Minzlimeegrabe (rechts), 0,5 km
- Hoschbach (links), 1,9 km
- Chatzbach (links), 0,8 km
- Eygrabe (rechts), 0,7 km
- Obermadgrabe  (rechts), 0,8 km
- Stadellochgrabe  (links), 0,6 km
- Rossweidligräbe  (links), 0,4 km
- Hizeregrabe (rechts), 1,0 km
- Rubegrabe (links) 0,4 km
- Gringlechegrabe (rechts), 0,8 km
- Leimeregrabe  (links), 0,3 km
- Widimattgrabe  (links), 3,7 km, 3,32 km²
- Leuegrabe (rechts), 1,1 km
- Bitterachergrabe  (rechts), 0,9 km
- Toggbach (rechts), 0,8 km
- Gomerchingegrabe (links), 1,3 km
- Rohrigrabe (links), 1,7 km
- Talgrabenbach (rechts), 6,4 km, 6,51 km², 0,12 m³/s

## Hydrologie
An der Mündung des Biglenbachs in die Emme beträgt seine modellierte mittlere Abflussmenge (MQ) 980 l/s. Sein Abflussregimetyp ist pluvial supérieur und seine Abflussvariabilität beträgt 24.
Der modellierte monatliche mittlere Abfluss (MQ) des Biglenbachs in l/s

## Nutzung
Durch die landwirtschaftliche Nutzung der Talböden sind im Lauf der Zeit weite Abschnitte des Biglenbachs kanalisiert, teilweise begradigt und die Böschungen befestigt worden. Naturnahe beziehungsweise natürliche Streckenteile sind nur noch wenige vorhanden. Im Walkringenmoos befand sich noch im Mittelalter ein kleiner See. Dieser verlandete jedoch, und das Moos wurde im Lauf des 19. Jahrhunderts melioriert und in Wiesland respektive Kulturland umgewandelt.

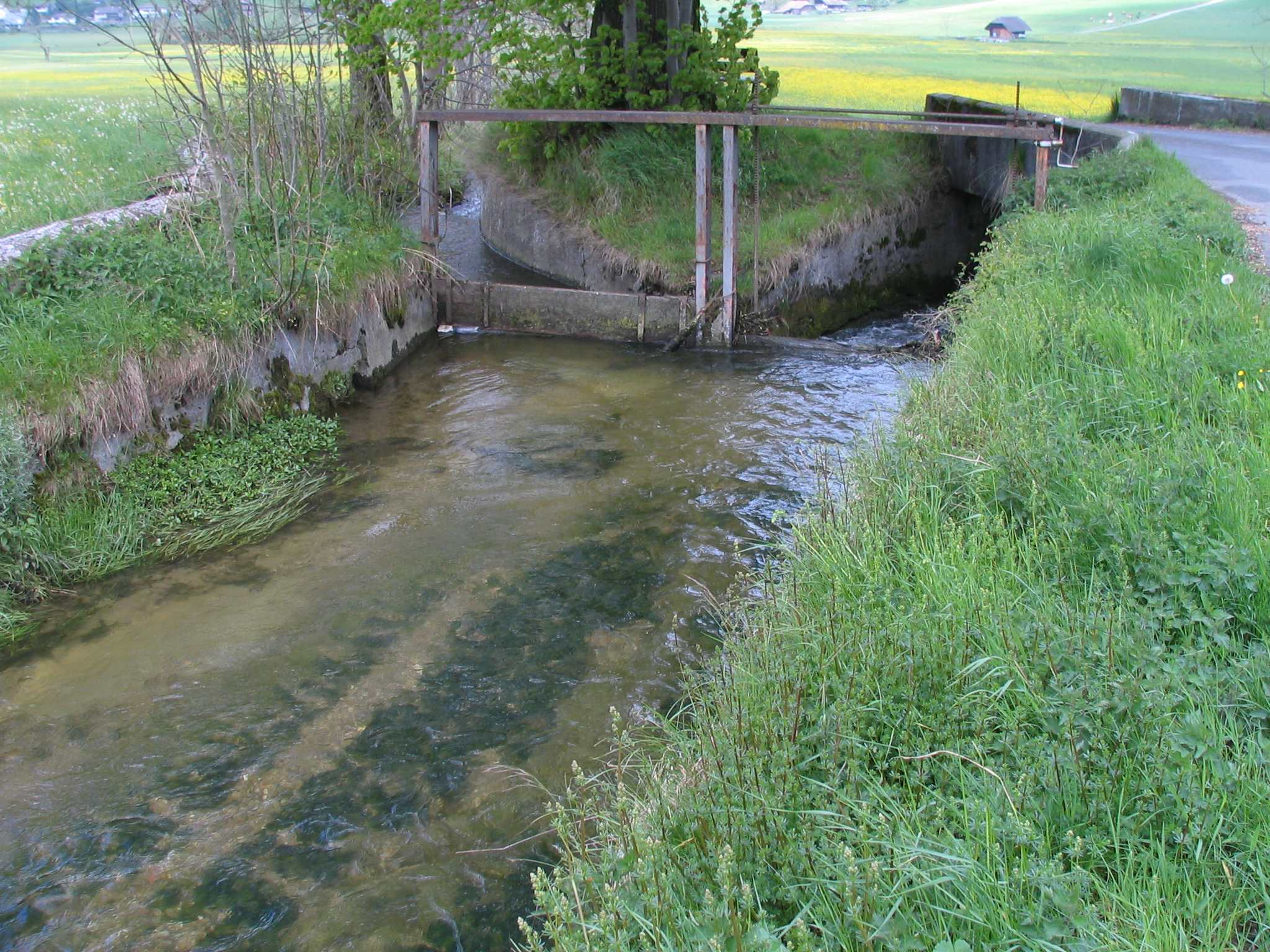
Abfluss links in den Enggisteinbach, rechts Fortsetzung des Biglenbachs

Schon Mitte des 14. Jahrhunderts wurde, basierend auf einem Handel, im Walkringenmoos ein Kanal nach Enggistein geschaffen. Damit wurde ein Teil des Wassers vom Biglenbach abgeleitet und dem Enggisteinbach zugeführt, einem Quellbach der Worblen. Durch die Auslegung des Holzwehres floss bei niedrigem und mittlerem Wasserstand des Biglenbachs fast der gesamte Wasseranteil zum Enggisteinbach; der untere Teil des Biglenbachs führte deshalb meist sehr wenig Wasser und wurde erst wieder durch Seitenbäche gespeist. Das Gewässerschutzgesetz von 1992 legte die Restwassermenge in Bächen und Flüssen fest. Darauf musste die Wasserverteilung am Wehr neu geregelt werden, so dass heute deutlich weniger Wasser in den Kanal nach Enggistein umgeleitet wird als früher.
Die Wasserkraft des Biglenbachs wurde früher besonders im Bereich von Biglen und Arni für den Betrieb von Mühlen, Sägereien und Schmieden genutzt.